# Ким Кон Хи
Ким Кон Хи (кор. 김건희?, 金建希?; род. 2 сентября 1972 года, Янпхён, Республика Корея) — южнокорейская бизнесвумен, супруга президента Республики Корея Юн Сок Ёля, первая леди Республики Корея с 10 мая 2022 года по 4 апреля 2025 года. С 2009 года она является главным исполнительным директором и президентом художественной выставочной компании «Covana Contents».

## Ранняя жизнь и образование
Ким, урожденная Ким Мён Син (кор. 김명신), родилась 2 сентября 1972 года в Янпхёне, Республика Корея, но в 2008 году официально сменила имя на нынешнее. Её отец умер, когда она училась в средней школе. 
Она училась в Высшей школе для девочек Мёнгиль, а затем окончила Университет Кёнхи по специальности «Искусство».

## Карьера
В 2009 году Ким основала «Covana Contents», компанию, специализирующуюся на художественных выставках, и с тех пор является главным исполнительным директором и президентом.

### Финансовые вопросы
В 2019 году СМИ сообщили, что она якобы не платила налоги. В отношении Ким было возбуждено уголовное дело по обвинению в получении откатов за организацию художественных выставок.
В 2022 году оппозиционная Демократическая партия обвинила Ким и её семью в манипулировании ценами на акции автосалона. Её также обвиняют в нарушении антикоррупционного законодательства из-за того, что она приняла в подарок сумку Dior стоимостью $2 200, а также во вмешательстве в выборы.
В 2023 году суды установили, что Ким доверила свои банковские счета мошенникам, которые манипулировали ценой акций компании по импорту автомобилей «Deutsch Motors». Хотя другие люди, которые предоставляли свои счета таким образом, были осуждены за пособничество в этой схеме, министерство юстиции её мужа сняло с Ким все обвинения.
20 марта 2025 года Национальное собрание приняло законопроект о назначении постоянного специального прокурора для расследования этих дел в отношении Ким.

### Образование
В 2021 году появились сообщения о том, что Ким раздула свое резюме связями со Школой бизнеса Стерна Нью-Йоркского университета. Позже на пресс-конференции она публично извинилась и пообещала «сосредоточиться только на роли супруги Юна, даже если Юн будет избран». Следуя её обещанию, Юн включил в свое предвыборное обещание ликвидировать Офис первой леди в Администрации президента.
Научные труды Ким подверглись проверке на предмет подозрения в плагиате. В августе 2022 года Университет Кунмин, где Ким получила степень доктора философии, заявил, что не обнаружил нарушений. Это заявление вызвало бурную реакцию университетского сообщества, и группа из 16 профессоров из разных научных кругов опубликовала свои собственные выводы, подтверждающие обвинения Ким в плагиате как во время ее магистратуры в Женском университете Сукмён, так и во время ее докторантуры в Кунмине. В декабре 2024 года в результате предварительной внутренней проверки, проведённой Женским университетом Сукмён, было установлено, что она использовала плагиат в своей магистерской диссертации 1999 года. Ким дали время до конца января 2025 года, чтобы оспорить это решение. Ким не оспорила это решение в отведённый срок.

### Возможная связь с военным положением
После ареста Юн Сок Ёля 15 января 2025 года Ким якобы обругала Службу безопасности президента за то, что они не стреляли в полицейских. Она также якобы выразила желание совершить убийство-самоубийство в отношении лидера Демократической партии Ли Джэ Мёна.
17 февраля было начато уголовное расследование в отношении первой леди Ким Кон Хи по подозрению в причастности к введению военного положения в 2024 году для сокрытия вмешательства в выборы.

## Личная жизнь

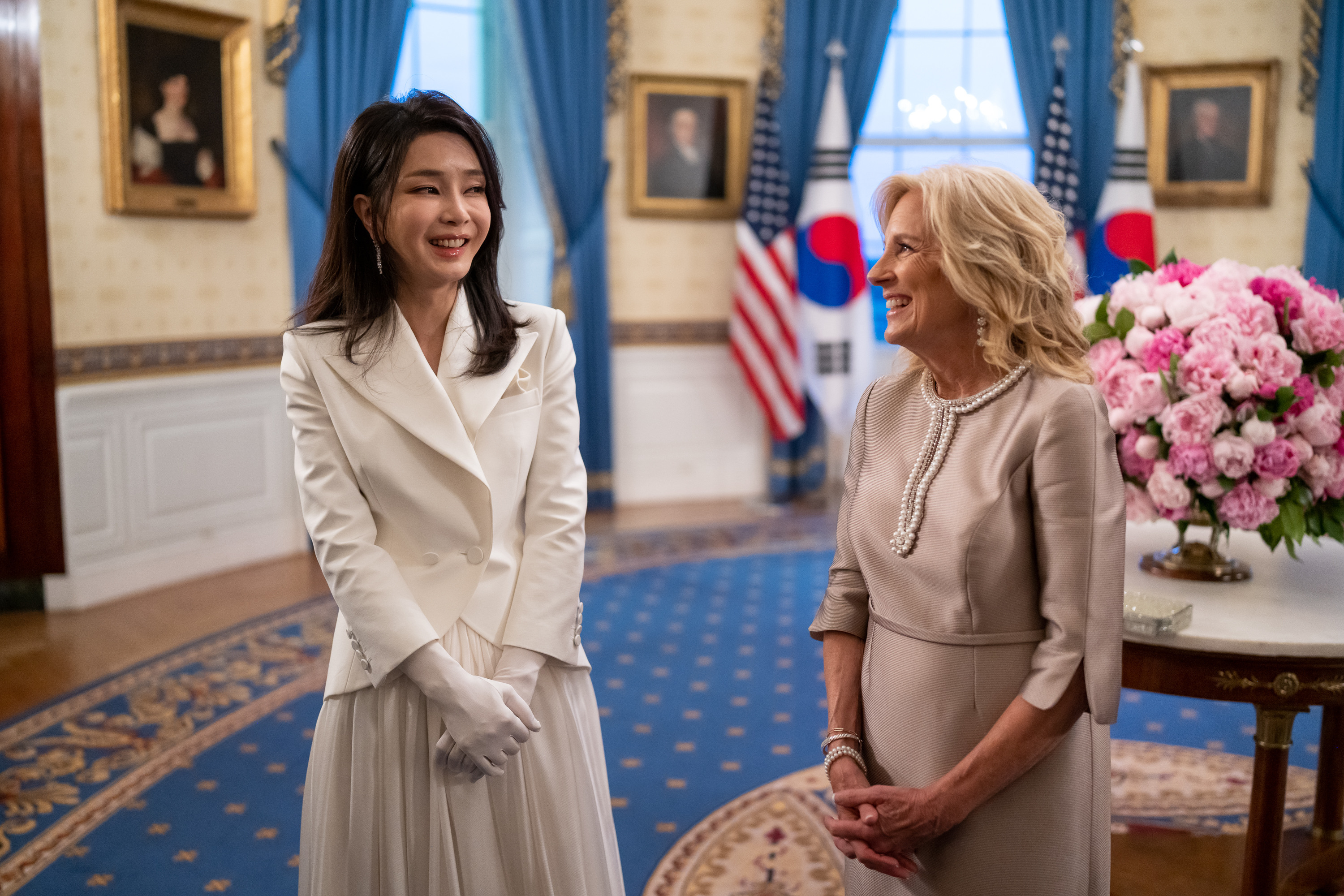
Ким Кон Хи вместе с первой леди США Джилл Байден, 2023 год

Ее мать – Чхве Ын Сон, которую судили и оправдали по обвинению в управлении больницей по уходу за пожилыми людьми без медицинской лицензии с 2013 по 2015 год. В июле 2023 года она была приговорена к одному году тюремного заключения за мошенничество с недвижимостью. Она была условно-досрочно освобождена в мае 2024 года.
Ким вышла замуж за Юн Сок Ёля в 2012 году. 10 марта 2022 года, после избрания её мужа президентом Республики Корея, Ким заявила, что предпочитает быть супругой президента, а не первой леди.
17 января 2025 года несколько чиновников из президентской резиденции в Ханнам-доне выразили обеспокоенность состоянием здоровья Ким, назвав её «выглядящей пугающе истощённой». Эти чиновники отметили, что Ким «стала настолько худой, что это вызывает [у них] беспокойство. Она была совершенно истощённой».

## Награды
- Польша: Большой крест Ордена за заслуги перед Республикой Польша (13 июля 2023 года)[31]